# Мюнхен-Олімпіастадіон
48°10′56″ пн. ш. 11°32′20″ сх. д. / 48.182222222222° пн. ш. 11.538888888889° сх. д.
Мюнхен-Олімпіастадіон (нім. München Olympiastadion) — колишня зупинка Мюнхенської швидкісної залізниці . Станція була побудована на початку 1970-х років і відкрита 26 травня 1972 року для забезпечення додатковим транспортом літніх Олімпійських ігор 1972 року . Станція використовувалася під час Олімпіади 1972 року, але після цього була відключена від мережі регулярного обслуговування. Її знов почали використовували під час футбольних матчів на сусідньому Олімпійському стадіоні . З 8 серпня 1984 року потяги що їхали за маршрутом  S8 та S11 зупинялись на станції, коли на стадіоні проходили футбольні матчі. Станція була офіційно закрита в 1988 році, а колії, що ведуть до станції, були демонтовані у 2003 році.
Станція складалася з двох острівних платформ із чотирма коліями. Дві з них закінчувались на цій станції, а решта прямували далі на південь. Доступ був забезпечений так званим Північним напівкільцем, залізничною лінією, яка зазвичай призначена лише для вантажних перевезень. Під час Олімпіади потяги прибували із заходу з Аллаха та Моосаха, а також із Йоганнескірхена на сході. Пізніше станція використовувалася в односторонньому режимі, потяги прибували із західного напрямку та відправлялися на схід.
Станція була офіційно закрита 8 липня 1988 року після останньої гри Чемпіонату Європи з футболу 1988 року та прийшла в занепад. Колії були відключені в 2003 році, щоб полегшити прокладання тунелю для розширення U3 Мюнхенського U-Bahn . Лінія Transrapid, що сполучає центральний вокзал Мюнхена та аеропорт, планувалась використовувати колишню міську залізницю та смугу відводу вантажних поїздів, що веде до цієї станції. Він вийшов би з тунелю приблизно за 500 метрів на південь від станції, біля Боршта . Однак від проекту відмовилися через збільшення витрат.